# Bulgarien och eurosamarbetet
Bulgarien har inte euron som valuta men den kommer införas den 1 januari 2026 enligt beslut i Europeiska rådet.
De bulgariska euromynten präglas alla av samma design: Ryttaren i Madara. Detta beslutades i en nationell omröstning, som avslutades den 29 juni 2008. 25,44 % av de röstande föredrog ryttaren i Madara som motiv. Myntens exakta design är ännu inte bestämd.
Bulgarien har hittills varken präglat någon serie mynt eller några versioner av 2-euro jubileumsmynt. Se artikeln om euroområdet, för mer information om euroområdets utvidgning.